# Assembleias romanas
As assembleias romanas eram instituições da Roma Antiga que funcionavam como o braço legislativo do governo e, portanto, pelo menos em tese, aprovavam todas as leis. Como as assembleias funcionavam com base numa democracia direta, cidadãos ordinários — e não representantes eleitos — votavam. Elas estavam sujeitas a poderosos contrapesos em seu poder por parte do braço executivo e do senado romano. Leis eram aprovadas (e os magistrados, eleitos) pela Cúria (na assembleia das cúrias), tribos (na assembleia tribal) e centúrias (na assembleia das centúrias).
Quando a cidade de Roma foi fundada (753 a.C.), um senado e uma assembleia (a assembleia das cúrias) foram criadas e esta assembleia foi o principal órgão legislativo durante todo período monárquico. Apesar de seu objetivo principal ser a eleição dos novos reis, ela também já detinha alguns poderes legislativos rudimentares. Logo depois da fundação da República Romana (509 a.C.), este poder passou para duas novas assembleias, a assembleia tribal ("assembleia dos cidadãos") e a assembleia das cúrias. Posteriormente, a maior parte dos poderes legislativos foram transferidos para uma nova assembleia, o Conselho da plebe ("assembleia dos comuns"). Em última instância, foi o Conselho da Plebe que quebrou o delicado balanço de poder entre o senado, o poder legislativo e o poder executivo, o que levou ao colapso da república e à fundação do Império Romano em 27 a.C.. A partir daí, os poderes que antes estavam nas mãos das assembleias foram transferidos para o senado. Apesar de terem perdido qualquer relevância política, os cidadãos romanos continuaram se reunindo nelas para tratarem de assuntos administrativos e organizacionais da cidade. Finalmente elas acabaram sendo abandonadas e desapareceram.

## Assembleias legislativas no Reino de Roma
Durante o período monárquico de Roma (753–509 a.C.), uma assembleia, chamada de assembleia das cúrias, detinha alguns poderes legislativos, geralmente restritos a pouco mais do que simbolicamente ratificar os decretos do rei. As funções de outra assembleia, conhecida como assembleia calada, eram puramente religiosas. Durante o reinado, o povo de Roma estava organizado em trinta unidades chamadas cúrias. Os membros de cúria votavam e a maioria em cada cúria determinava como a cúria como um todo votava perante à assembleia. Assim, a maioria das cúrias (dezesseis das trinta) era necessária para a aprovação de qualquer medida, tanto na assembleia das cúrias quanto na assembleia calculata.
O próprio rei presidia a assembleia das cúrias e submetia seus decretos para ratificação. Quando ele morria, um inter-rei selecionava um candidato para substituí-lo. Depois que o candidato recebia a aprovação do senado de Roma, o inter-rei realizava uma eleição formal perante a assembleia das cúrias. Depois de eleito o novo rei e ratificada a eleição no senado, o inter-rei presidia novamente a assembleia para votar a lei que concedia ao novo rei seus poderes legais (a chamada Lex curiata de imperio. Nas calendas (o primeiro dia do mês) e nas nonas (por volta do quinto dia do mês) esta assembleia se encontrou para ouvir os anúncios.
A assembleia também ouvia apelações sobre o direito das famílias de Roma. Durante dois dias fixos na primavera, ela se reunia para testemunhar testamentos e adoções. Ela também tinha jurisdição sobre a admissão de novas famílias a uma cúria, a transferência de famílias entre duas cúrias e a transferência de indivíduos do status de plebeu para patrício (e vice-versa).

## Assembleias legislativas da República Romana
Havia dois tipos de assembleia durante o período republicano. O primeiro era o comício ou comitê (em latim: "comitia"). uma assembleia de todos os cidadãos romanos, que tinha como missão propor leis, eleger os magistrados e julgar processos judiciais. O segundo era o concílio ou conselho (em latim: "concilium"), que era uma assembleia de um grupo específico de cidadãos. O Conselho da plebe, por exemplo, era uma assembleia que reunia apenas os magistrados plebeus, aprovava leis que valiam apenas para os plebeus e julgava apenas os concernentes a eles. Um "convento" (em latim: "conventio"), por outro lado, era um fórum não oficial de comunicação no qual os cidadãos se reuniam para debater as propostas de lei, para fazerem campanhas eleitorais e decidir sobre casos judiciais. Os eleitos primeiro se reuniam em convenções para deliberar e depois se reuniam nos comícios e concílios para votar de fato. Além das cúrias (grupos familiares), todos os cidadãos de Roma também pertenciam a uma centúria, cujo objetivo era militar, e tribos, com objetivos civis. Cada um destes grupos se reunia em uma assembleia própria para fins legislativos, eleitorais e judiciários. A assembleia das centúrias era a assembleia das centúrias e a assembleia tribal, das tribos. Apenas um grupo de eleitores (centúria, tribo ou cúria) e não os eleitores individuais votavam nas assembleias (um voto por grupo).
A assembleia das centúrias estava dividida em 193 (posteriormente 373) centúrias, cada uma delas de uma dentre três classes: oficiais, infantaria e auxiliares não combatentes. Durante uma votação, as centúrias votavam, uma por vez, em ordem de senioridade. O presidente geralmente era um cônsul, o mais alto magistrado da República. Eram poderes exclusivos da assembleia das centúrias eleger cônsules, pretores e censores e declarar guerra. Além disto, somente ela podia ratificar o resultado de um censo. Apesar de ter o poder de aprovar leis ordinárias (em latim: "legges"), a assembleia das centúrias raramente o fazia. 
A organização da assembleia tribal era muito mais simples que a assembleia das centúrias, pois havia apenas trinta e cinco tribos, divisões geográficas similares aos "distritos eleitorais" modernos. O presidente era geralmente um cônsul e ela tinha o poder de eleger questores, edis curules e tribunos militares. Apesar de ter o poder de aprovar leis ordinárias (em latim: "legges"), a assembleia tribal raramente o fazia. 
Finalmente, a assembleia conhecida como Conselho da plebe era idêntica à assembleia tribal com uma diferença chave: apenas os plebeus tinham o poder de votar, excluindo todos os patrícios ("aristocratas"). O presidente era um tribuno da plebe (o mais alto magistrado plebeu), ela tinha o poder de eleger tribunos da plebe, edis plebeus, aprovar leis que valiam apenas para a plebe (os "plebiscitos") e julgar os casos envolvendo plebeus. Originalmente, as leis passadas pelo Conselho da plebe valiam apenas para os plebeus, mas, em 287 a.C., as leis aprovadas ali passaram ter força de lei ordinário e, a partir daí, a maior parte das leis de Roma passaram a se originar neste conselho.

## Assembleias legislativas do Império Romano
Durante o reinado do segundo imperador romano, Tibério, os poderes detidos pelas assembleias romanas foram todos transferidos para o senado ou para cortes jurídicas independentes. Este esvaziamento do poder das assembleias já era esperado, pois elas eram compostas pelos cidadãos das classes mais baixas de Roma, geralmente ignorantes dos méritos das importantes questões apresentadas a eles e que geralmente vendiam seus votos para quem pagasse mais. O povo continuou a se reunir nas assembleias apesar desta falta de relevância.
Apesar da estrutura da assembleia das centúrias tenha continuado a existir no período imperial, ela não tinha mais qualquer relevância e suas reuniões passaram a se assemelhar a convenções. As leis jamais eram submetidas a ela e um dos maiores poderes desta assembleia durante o período republicano, o de declarar guerra, passou a ser privilégio exclusivo do imperador. Sua única função remanescente era a de ouvir o "renuntiatio" depois que os magistrados eram eleitos pelo senado. Este ato, per se, não tinha nenhuma função legal e era apenas uma cerimônia na qual os resultados das eleições eram lidos para os eleitores, o que permitia que o imperador alegasse que os magistrados haviam sido "eleitos" pelo povo soberano de Roma.
As divisões tribais dos cidadãos e libertos continuaram existindo, mas apenas por que elas facilitavam o controle pelo senado das listas populacionais. Elas simplificavam também o processo de distribuição de cereais entre os romanos. A maior parte dos libertos pertencia a uma das quatro tribos urbanas de Roma e a maior parte dos cidadãos, a uma das trinta e uma tribos rurais. Na época do imperador Tibério, os poderes eleitorais da assembleia tribal foram transferidos para o senado. Anualmente, a assembleia tribal ouvia o "renuntiatio" dos magistrados eleitos pelo senado para aquele ano. Toda lei que o imperador submetia às assembleias para ratificação eram também submetidas à assembleia tribal, um costume que começou com o imperador Augusto e continuou até a época do imperador Domiciano. A ratificação desta legislação era, porém, desprovido de importância legal, pois o imperador podia transformar decretos em lei independente da aquiescência das assembleias. Por isto, o ramo executivo do governo romano se fundiu ao legislativo, uma situação que remontava aos poderes reais ou consulares nos primeiros anos da República.
O Conselho da plebe também sobreviveu à derrocada da República, mas também perdeu suas funções legislativas, judiciais e eleitorais, todas transferidas para o senado. Por conta dos poderes dos tribunos da plebe, o imperador jamais conseguiu ter um controle absoluto sobre este Conselho.